# Qilin
För andra betydelser, se Qilin (olika betydelser).
Qilin, (kinesiska: 麒麟 eller 騏驎; pinyin: qílín; Wade-Giles: ch'i2-lin2), även känd som keilun (kantonesiska) är ett mytologiskt, ursprungligen kinesiskt djur med en kropp som likt en chimaira beskrivits som bestående av delar från olika djur. Den är trots sitt ofta vilda utseende lyckobringande och står för lugn.

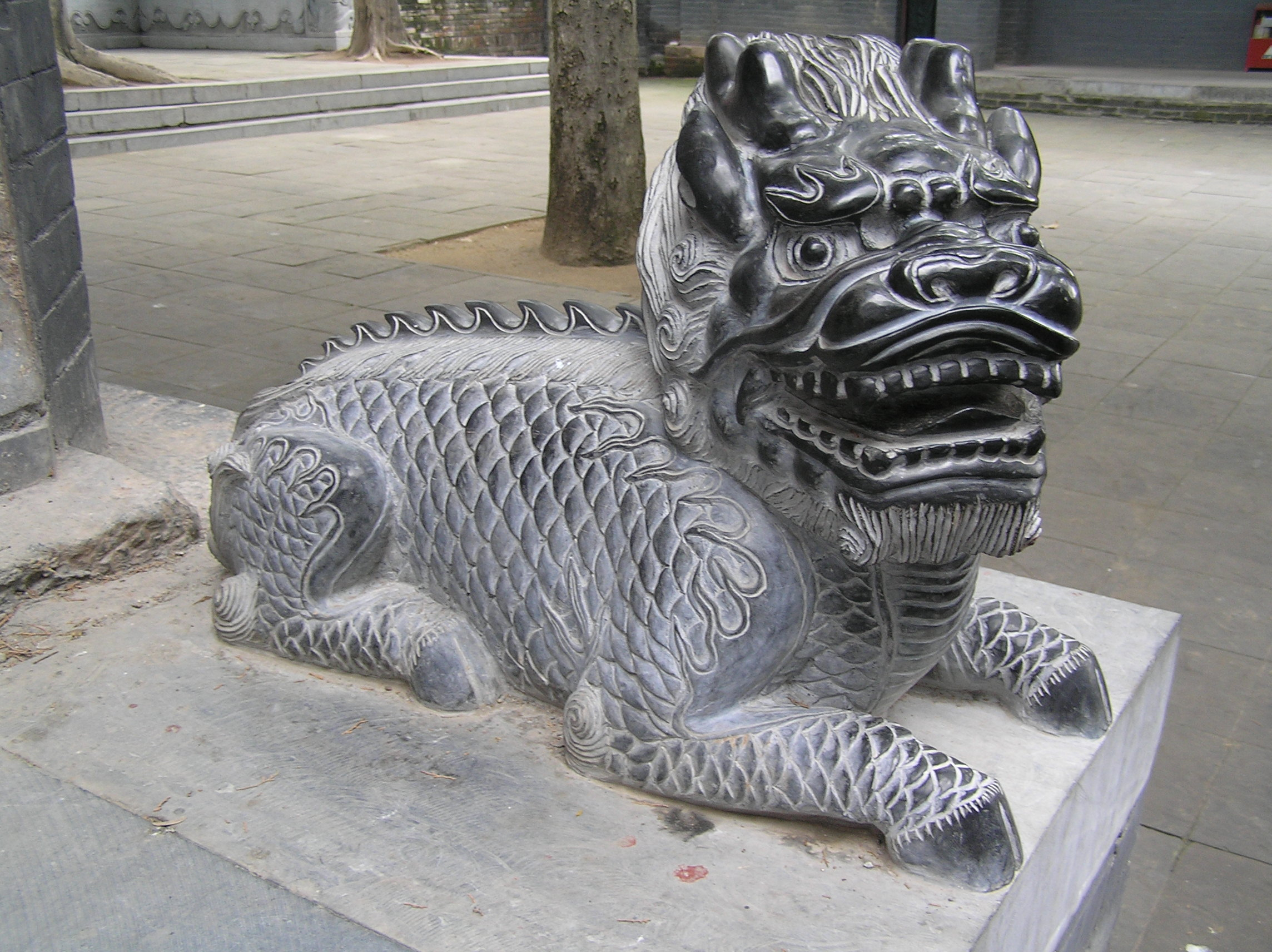
En qilin i Mingdynastins utstyrsel som drake, fisk och oxe med två små giraffinspirerade horn vilande vid en byggnad i Shaolintemplet.

## Kinesiskt ursprung
Tecknen qi (uttalas med ett aspirerat tje-ljud med t-förslag) och lin sägs stå för manligt respektive kvinnligt hos människan. Om qilin berättas det att den är moraliskt högtstående och endast bestraffar syndare, samt att den är herre över alla djur med päls.
Qilin förekommer relativt sparsamt i kinesiska källor, men omtalas redan av Konfucius. Den tidigaste referensen till Qilin finns i boken Zuo Zhuan från 400-talet f.Kr. Qilin förekommer dock i flera senare kinesiska verk om historia och fiktion. Vid ett tillfälle blev den emellertid identifierad med giraffen, vilket även i dag lever kvar i Japan och Korea, där giraffen heter "kirin". Denna Qilin blev en stiliserad återgivning av giraffen under Mingdynastin. De två giraffer som amiral Zheng He i början av Mingdynastin förde med sig till Kina från flottans resa till Östafrika (landsteg bland andra ställen i dagens Kenya) kom där att kallas qílín, kanske på grund av likheter men möjligen också av propagandaskäl. Kejsaren utropade giraffer till magiska varelser, vars infångande markerade höjden av hans makt. Den kinesiska form, som västerlänningar oftast kommer i kontakt med, är just Mingdynastins, där de finns i raden bland väktardjuren på vägen till Minggravarna.
Qingdynastins variant är en ett fyrfotadjur med drakhuvud, hjorthorn, fiskfjäll, oxklövar samt lejonsvans.

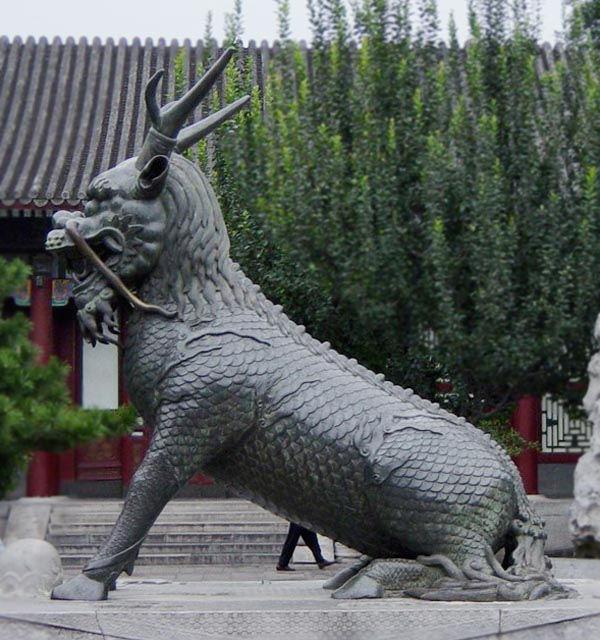
Staty av en qilin från Qingdynastin.

## Japansk tradition
Kirin är ett av de fyra övernaturliga djuren ihop med fågeln ho-o (kinesiska fenghuang), draken (ryū, kinesiska long) och den magiska sköldpaddan. I Japan räknas kirin rentav som det mest högtstående djuret, mäktigare än draken. Den avbildas vanligen omsvept av lågor med en giraffs kropp, bakåtsvept nackhorn, ibland fjällig och ibland hårig och var ett populärt motiv bland japanska netsukesnidare och tsubasmeder. En traditionell variant kan numera beskådas på flasketiketten till ett välkänt japanskt öl med samma namn, medan Kirin även är det japanska ordet för giraff.
Kirinen förekommer avbildad med enbart det bakåtsvepta hornet, vilket möjligen är skälet till att qílín i översättningar från öst till väst ofta felaktigt likställs med enhörningen. Dessa torde dock vara minst lika avlägsna släktingar till varandra som de europeiska och kinesiska drakarna eller fågeln ho-o / fenghuang och fågel Fenix är.